# Keizerlijke en Koninklijke Academie van Wetenschappen en Letteren van Brussel
De Keizerlijke en Koninklijke Academie van Wetenschappen en Letteren van Brussel (Frans: Académie impériale et royale des sciences et belles-lettres de Bruxelles) was een wetenschappelijk genootschap dat bestond van 1772 tot 1794.

## Geschiedenis
Tijdens de Oostenrijkse Nederlanden werd in 1769 te Brussel met goedvinden van keizerin Maria Theresia een Société littéraire opgericht onder impuls van Cornelis Franciscus Nelis. President ervan werd, tot aan zijn dood het jaar daarop, Karl Johann Philipp von Cobenzl, de toenmalige gevolmachtigde minister.
De Société littéraire werd in 1772 omgevormd tot de Keizerlijke en Koninklijke Academie van Wetenschappen en Letteren van Brussel. Deze Thérésienne, zoals ze gemeenzaam ging heten, moest het intellectuele leven naar een hoger niveau tillen. De Academie richtte zich vooral op geschiedschrijving via bronnenuitgaven en prijsvragen. Hoewel ze een initiatief was van de centrale regering, die een monarchale, verlichte en geseculariseerde geest voorstond, produceerde de Academie vooral werken die de historische en constitutionele eigenheid van de Zuidelijke Nederlanden in de verf zetten.
De instelling werd in de periode 1792-1793 en opnieuw in 1794 afgeschaft door de Fransen. In 1816 werd ze heropgericht door koning Willem I. In de 20e eeuw werd ze opgesplitst in een Vlaamse en een Franstalige vleugel, die zich beide de geestelijk erfgenaam van de Thérésienne mogen noemen.